# Im Netz der Mafia – Die Geheimakten des FBI
Im Netz der Mafia – Die Geheimakten des FBI (Originaltitel: Mafia’s Greatest Hits) ist eine britische 13-teilige Krimi-Dokureihe über die amerikanische Cosa Nostra.

## Handlung
Die Dokumentation verschafft Einblicke in das Leben der amerikanischen Cosa Nostra, mit hochwertigen Spielszenen, Archivbildern und Interviews mit namhaften Personen.

## Interviews
Jede Episode enthält mehrere Interviews von ehemaligen Mafiosi, Autoren und politischen Persönlichkeiten.
| Interviewte Personen | Fotos |
| --- | ----- |
| - Peter Vaira – Staatsanwalt (US-Justizministerium) - G. Robert Blakey – Sonderstaatsanwalt (US-Justizministerium) - David Schippers – Prozessanwalt (US-Justizministerium) - John Seigenthaler senior – Journalist und Buchautor - Thomas A. Reppetto – Buchautor - Selwyn Raab – Journalist und Buchautor - Joe Coffey – ehemaliger New Yorker Polizist - Douglas Valentine – Journalist und Historiker - Ronald Goldstock – ehemaliger New Yorker Mafia-Ermittler - Ellen Poulsen – Autorin - Joe Wendling – ehemaliger New Yorker Polizist - James Kallstrom – ehemaliger FBI-Agent - Bruce Mouw – ehemaliger Agent des FBI - John Gleeson – ehemaliger US-Bundesrichter - Jim Kossler – ehemaliger FBI-Agent - Leone J. Flosi – ehemaliger FBI-Agent - Kent Clifford – Metropolitan Polizeikommandant - Dennis Arnoldy – ehemaliger FBI-Agent - James R. Meltreger – Chicagoer Staatsanwaltschaft - Joseph Yablonsky – ehemaliger FBI-Agent - Steve Pomerantz – ehemaliger stellvertr. Direktor des FBI - Frank Dobbs – ehemaliger New Yorker Bundespolizist - Frank Panessa – ehemaliger Drogenfahnder - Bill Clark – ehemaliger Ermittler der New Yorker Polizei - Joseph Pistone – ehemaliger verdeckter Ermittler des FBI - James W. Wagner – ehemaliger FBI-Agent - Douglas P. Roller – Anwalt - Walter Mack – Staatsanwalt - Eric Dezenhall – Buchautor - Robert J. Campbell – (US-Justizministerium) - Robert Lacey – Biograph - Cathy Barstrow – Mafia-Opfer - Robert Folks – Rechtsanwalt - Albert Gaudelli – Anwalt von Anthony „Tony Ducks“ Corallo - Michael Chertoff – Stellvertr. Staatsanwalt (Manhattan) |       |

## Episodenliste
| Nr. (ges.) | Nr. (St.) | Deutscher Titel                     | Originaltitel                        | Erstausstrahlung UK | Deutschsprachige Erstausstrahlung (D) |
| ---------- | --------- | ----------------------------------- | ------------------------------------ | ------------------- | ------------------------------------- |
| 1          | 1         | Der Strippenzieher: Sam Giancana    | Sam Giancana                         | 18. Mai 2012        | 1. Apr. 2013                          |
| 2          | 2         | Der Reformer: Lucky Luciano         | Charles Lucky Luciano                | 25. Mai 2012        | 31. März 2013                         |
| 3          | 3         | Der Aktivist: Joe Colombo           | Joe Colombo                          | 1. Juni 2012        | 1. Apr. 2013                          |
| 4          | 4         | Der Medienstar: John Gotti          | John Gotti                           | 8. Juni 2012        | 1. Apr. 2013                          |
| 5          | 5         | Der Vollstrecker: Tony Spilotro     | Tony Spilotro                        | 15. Juni 2012       | 1. Apr. 2013                          |
| 6          | 6         | Der Killer: Vito Genovese           | Vito Genovese                        | 22. Juni 2012       | 1. Apr. 2013                          |
| 7          | 7         | Der Drogenbaron: Carmine Galante    | The Man Of Steel And Heroin          | 29. Juni 2012       | 1. Apr. 2013                          |
| 8          | 8         | Der Undercover-Agent: Donnie Brasco | Donnie Brasco: Undercover In The Mob | 6. Juli 2012        | 10. Juni 2013                         |
| 9          | 9         | Der Finanzjongleur: Allen Dorfman   | Allen Dorfman                        | 13. Juli 2012       | 27. Mai 2013                          |
| 10         | 10        | Der Kronzeuge: Joe Valachi          | Joseph Valachi                       | 20. Juli 2012       | 27. Mai 2013                          |
| 11         | 11        | Der Serienkiller: Roy Demeo         | Roy DeMeo                            | 27. Juli 2012       | 3. Aug. 2013                          |
| 12         | 12        | Der Glücksspieler: Meyer Lansky     | Meyer Lansky                         | 3. Aug. 2012        | 3. Aug. 2013                          |
| 13         | 13        | Der Anfang vom Ende                 | Downfall                             | 10. Aug. 2012       | 10. Aug. 2013                         |

## Hintergrund
Neben der Ausstrahlung im Produktionsland, wurde die Serie im Jahr darauf in Deutschland, Frankreich, Kanada, Italien und Teilen von Skandinavien gezeigt. Die 13-teilige Dokuserie wurde in Großbritannien am 10. Dezember 2012 auf DVD veröffentlicht.